# You're Beautiful (serie de televisión)
You're Beautiful (en hanja, 美男이시네요; romanización revisada, Minamisineyo), también conocida en español como Eres hermosa y Eres mi estrella, es una serie de televisión surcoreana de comedia romántica emitida por SBS desde el 7 de octubre hasta el 26 de noviembre de 2009. Trata sobre una ficticia y famosa banda de chicos llamada A.N.Jell (에이엔젤) y la relación entre los miembros cuando una mujer se une al grupo como cantante en reemplazo de otro miembro, haciéndose pasar por chico, en una historia protagonizada por Park Shin-hye, Jang Geun-seok, Jung Yong-hwa de la banda CN Blue y Lee Hong-ki de F.T. Island. La trama y guion  de You're Beautiful fueron creados por las hermanas Hong, Jung Eun y Hong Mi Ran.
Pese a que la serie no obtuvo una destacada audiencia en su país de origen, oscilante entre 7~12 %, culturalmente fue un éxito en gran parte del mundo. Cuando la serie se transmitió en Japón por Fuji TV obtuvo cuotas de audiencia muy altas, al punto de superar a todos sus competidores de esa franja horaria, y fue tan exitosa que superó la popularidad de Sonata de invierno, una serie también surcoreana que años atrás había sido un éxito en ese país. Debido al éxito, nuevas versiones fueron difundidas, en Japón por TBS-TV como Ikemen desu ne (美男 です ね?) en 2011, e incluyó un cameo de Jang Geun-seok en el octavo episodio; y en 2013 la taiwanesa Fabulous Boys (原來是美男) por FTV y GTV que incluyó un cameo de Park Shin Hye en el primer episodio.

## Sinopsis
Ko Mi-nyeo —o Gemma, como la conocen en el convento— es una muy inocente y aspirante a monja que toda su vida ha vivido en un convento, donde siempre se mete en líos sin querer. La joven tiene un hermano gemelo llamado Ko Mi-nam, cuyo sueño es ser un cantante famoso para poder conocer a su madre, ya que fueron abandonados en un orfanato al morir su padre.
Ko Mi-nam pasa con éxito las audiciones para unirse al grupo de música A.N.JELL, el más popular de Corea del Sur, pero se ve obligado a viajar a Estados Unidos para corregir un problema de salud provocado por una cirugía plástica. Mi-nyeo recibe la visita del mánager de Mi-nam, que le pide que se haga pasar por su hermano gemelo mientras este se recupera, para que no pierde el contrato. Esta acepta con el fin de cumplir su sueño de encontrar a su madre, sin saber que en esa banda hallará al amor de su vida, creando enredos a lo largo de la serie, puesto que todos piensan que es un chico cantante de la banda.
Ahora, haciéndose pasar por Mi-nam, Mi -nyeo entra en el grupo enfrentándose a una constante lucha tratando de mantener oculta su verdadera identidad. Esto le es difícil, puesto que tiene que convivir con los otros tres miembros, todos hombres con personalidades totalmente opuestas entre sí: el guitarrista Kang Shin-woo, un chico solitario y maduro; el hiperactivo y alegre baterista Jeremy; y el perfeccionista y obsesivo Hwang Tae-kyung, líder y vocalista.
Al principio, a Tae-kyung y a Jeremy no les agrada Mi-nam, y el primero en particular le hace la vida difícil. En cambio, Shin-woo es amable con ella. Tae-kyung descubre que Mi-nam es una chica y amenaza con revelar su secreto; Shin-woo también la descubre, pero no lo revela. Sin darse cuenta, paulatinamente los tres se terminan enamorado de ella.

## Reparto

### Personajes principales
- Park Shin-hye como Ko Mi-nam (Hombre) / Ko Mi-nyeo (Mujer).
- Jang Keun-seok como Hwang Tae-kyung.
- Lee Hong-ki como Jeremy.
- Jung Yong-hwa como Kang Shin-woo.
- Sa Yu-ri como Song Han-byul

### Personajes secundarios
- Uee como Yoo He-yi.
- Kim In-kwon como Ma Hoon-yi.
- Choi Ran como Ko Mi-ja.
- Kim Sung-ryung como Mo Hwa-ran.
- Jung Chan como Presidente Ahn.
- Choi Soo-eun como Wang Ko-di.
- Bae Geu-rin como Sa Yoo-ri.
- Jeon Hye-young como un fanático.
- Kim Min-young como un fanático.
- Sung Byung-sook como Hermana.
- Kim Dong-yeon como Kim Dong-joon.
- Jang Won-young como Kim Young-ho.
- Kim Ho-chang como un profesor de baile.

### Otros personajes
- Yoo Seung-ho como un comprador de la tienda.
- Yoon Ki-won como un controlador del aeropuerto.
- Kwon Ji-young como un reportero.
- Choi Dae Sung como un director del vídeo musical.
- Kim Na-young como una DJ de la radio.
- Jun Won-joo como abuela.
- Shim Hyun-seop como Jin Haeng-ja.
- After School como Before School.
- Kim Young-hoon como asistente del Presidente Ahn.

## Recepción

### Audiencia
En Azul la audiencia más baja y en rojo la más alta, correspondientes a las empresas medidoras TNms y AGB Nielsen.
| Ep. #    | Fecha de estreno        | Share    | Share  | Share       | Share       |
| Ep. #    | Fecha de estreno        | TNmS     | TNmS   | AGB Nielsen | AGB Nielsen |
| Ep. #    | Fecha de estreno        | Nacional | Seúl   | Nacional    | Seúl        |
| -------- | ----------------------- | -------- | ------ | ----------- | ----------- |
| 1        | 7 de octubre de 2009    | 10.8 %   | 11.6 % | 9.2 %       | 9.7 %       |
| 2        | 8 de octubre de 2009    | 9.6 %    | 10.2 % | 7.6 %       | 8.0 %       |
| 3        | 14 de octubre de 2009   | 8.3 %    | 8.5 %  | 7.5 %       | 8.1 %       |
| 4        | 15 de octubre de 2009   | 8.9 %    | 9.4 %  | 7.7 %       | 7.9 %       |
| 5        | 21 de octubre de 2009   | 9.0 %    | 9.2 %  | 8.4 %       | 8.5 %       |
| 6        | 22 de octubre de 2009   | 10.0 %   | 10.2 % | 8.9 %       | 9.4 %       |
| 7        | 28 de octubre de 2009   | 9.6 %    | 10.2 % | 8.6 %       | 8.8 %       |
| 8        | 29 de octubre de 2009   | 9.8 %    | 10.3 % | 9.0 %       | 9.3 %       |
| 9        | 4 de noviembre de 2009  | 9.8 %    | 10.3 % | 9.4 %       | 9.6 %       |
| 10       | 5 de noviembre de 2009  | 10.0 %   | 10.5 % | 10.8 %      | 11.6 %      |
| 11       | 11 de noviembre de 2009 | 11.0 %   | 11.3 % | 10.4 %      | 10.5 %      |
| 12       | 12 de noviembre de 2009 | 11.1 %   | 11.1 % | 10.9 %      | 10.6 %      |
| 13       | 18 de noviembre de 2009 | 10.6 %   | 11.1 % | 9.1 %       | 8.8 %       |
| 14       | 19 de noviembre de 2009 | 10.1 %   | 10.0 % | 9.4 %       | 9.6 %       |
| 15       | 25 de noviembre de 2009 | 10.9 %   | 11.7 % | 9.5 %       | 9.6 %       |
| 16       | 26 de noviembre de 2009 | 11.9 %   | 12.2 % | 10.3 %      | 11.0 %      |
| Promedio | Promedio                | 10.1 %   | 10.5 % | 9.2 %       | 9.4 %       |

### Premios y nominaciones
| Año  | Premio                    | Categoría                                           | Nominado         | Resultado |
| ---- | ------------------------- | --------------------------------------------------- | ---------------- | --------- |
| 2009 | SBS Drama Awards          | Premio a la excelencia, actor en un drama especial  | Jang Keun Suk    | Nominado  |
| 2009 | SBS Drama Awards          | Premio a la excelencia, actriz en un drama especial | Park Shin Hye    | Nominado  |
| 2009 | SBS Drama Awards          | Mejor actor secundario en un drama especial         | Kim In Kwon      | Nominado  |
| 2009 | SBS Drama Awards          | Mejor actriz secundaria en un drama especial        | Choi Ran         | Nominado  |
| 2009 | SBS Drama Awards          | Top 10 Stars                                        | Jang Keun Suk    | Ganador   |
| 2009 | SBS Drama Awards          | Premio a la nueva estrella                          | Park Shin Hye    | Ganador   |
| 2009 | SBS Drama Awards          | Premio a la nueva estrella                          | Lee Hong Gi      | Ganador   |
| 2009 | SBS Drama Awards          | Premio a la nueva estrella                          | Jung Yong Hwa    | Ganador   |
| 2009 | SBS Drama Awards          | Premio a la popularidad Netizen                     | Jang Keun Suk    | Ganador   |
| 2010 | 46th Baeksang Arts Awards | Mejor director (TV)                                 | Hong Sung Chang  | Nominado  |
| 2010 | 3rd Korea Drama Awards    | Actor más popular                                   | Jung Yong Hwa    | Ganador   |
| 2011 | 7th USTv Awards           | Mejor telenovela extranjera                         | You're Beautiful | Ganador   |

## Banda sonora
| Track listing |                                                |                                        |          |  |
| N.º           | Título                                         | Artista                                | Duración |  |
| 1.            | «여전히» (Still)                               | Lee Hong Ki                            | 3:48     |  |
| 2.            | «하늘에서 내려와» (Descend from the Sky)       | Miss $, Jace, Kang Min Hee, Oh Won Bin | 3:04     |  |
| 3.            | «말도 없이» (Without Words)                    | 9th Street                             | 4:03     |  |
| 4.            | «Lovely Day»                                   | Park Shin Hye                          | 3:18     |  |
| 5.            | «약속» (Promise)                               | Lee Hong Ki, Jung Yong Hwa             | 3:40     |  |
| 6.            | «가슴이 욕해» (My Heart is Cursing)            | Kim Dong Wook                          | 4:06     |  |
| 7.            | «말도 없이» (Without Words)                    | Park Shin Hye                          | 4:06     |  |
| 8.            | «여전히» (Still)                               | A.N.Jell                               | 3:48     |  |
| 9.            | «약속» (Promise)                               | A.N.Jell                               | 3:39     |  |
| 10.           | «말도 없이 - Versión en piano» (Without Words) | Varios artistas                        | 4:01     |  |
| 11.           | «여전히 - Versión Bossa» (Still)               | Varios artistas                        | 2:07     |  |

## Emisión internacional
- Arabia Saudita: MBC4.
- Canadá: All TV (2009).
- Chile: ETC (2018).
- China: STAR Xing Kong (2010) y CCTV-8 (2013).[13]
- Cuba: Cubavision.
- Emiratos Árabes Unidos: MBC4.
- Estados Unidos: Pasiones (2016).[14]
- Ecuador Teleamazonas (2016)
- Filipinas: ABS-CBN (2010).
- Hong Kong: TVB J2 (2010).
- India: Puthuyugam TV (2014).
- Indonesia: Indosiar.
- Irán: GEM Drama (2018).
- Japón: Fuji TV (2010, 2011), BS Japan (2010, 2010-2011), TNC (2010), ITC (2010), TV Shizuoka (2010, 2011, 2012), KSS (2010), Mnet Japan (2010, 2010-2011), UHB (2010), KTN (2010-2011), TVO (2010-2011, 2011), FTV (2011), NBS (2011), NST (2011), ATV (2011), TOS (2011), Saga TV (2011), Home Drama Channel (2011), HBC (2011), TSS-TV (2011), KBS Kyoto (2011-2012), Chiba TV (2011, 2011-2012) y WHC (2013).
- Malasia: 8TV (2010-2011).
- Panamá: Canal 11 (2013).
- Perú: Panamericana Televisión (2014) y  Willax Televisión (2020).
- Singapur: E City (2010) y Channel U (2011-2012).
- Tailandia: Channel 7 (2010).
- Taiwán: UTV y ETTV (2010, 2012).
- Vietnam: HTV3.
- Paraguay: Telefuturo
- México: Azteca 7 (2025)

## Versiones
| Año  | País   | Cadena | Nombre                      |
| ---- | ------ | ------ | --------------------------- |
| 2011 | Japón  | TBS    | Ikemen Desu Ne (美男ですね) |
| 2013 | Taiwán | FTV    | Fabulous Boys (原來是美男)  |